# Bahnstrecke Bettembourg–Volmerange-les-Mines
| Endbahnhof Volmerange-les-Mines |                      |                                   |                                   |
| Spurweite: | 1435 mm (Normalspur) |                                   |                                   |
| Stromsystem: | 25 kV, 50 Hz ~       |                                   |                                   |
| |                      |                                   |                                   |
| \| \| \| von Luxemburg \| \| \| \| 0,0 \| Bettembourg \| Bettembourg \| \| \| \| von und nach Esch \| \| \| \| \| nach Metz \| \| \| \| \| Dudelange-Burange \| \| \| \| \| Dudelange-Ville \| \| \| \| \| Dudelange-Centre \| \| \| \| \| \| \| \| \| 6,7 0,0 \| Dudelange-Usines \| Dudelange-Usines \| \| \| 0,74 \| Ladestelle Reiteschkopp \| Ladestelle Reiteschkopp \| \| \| \| Staatsgrenze Luxemburg/Frankreich \| \| \| \| \| Volmerange-les-Mines \| \| Verkehrsgemeinschaft: CFL |                      |                                   |                                   |
| Strecke |                      | von Luxemburg                     | von Luxemburg                     |
| Bahnhof | 0,0                  | Bettembourg                       | Bettembourg                       |
| Abzweig geradeaus, nach rechts und von rechts |                      | von und nach Esch                 | von und nach Esch                 |
| Abzweig geradeaus und nach links |                      | nach Metz                         | nach Metz                         |
| Haltepunkt / Haltestelle |                      | Dudelange-Burange                 | Dudelange-Burange                 |
| Bahnhof |                      | Dudelange-Ville                   | Dudelange-Ville                   |
| Haltepunkt / Haltestelle |                      | Dudelange-Centre                  | Dudelange-Centre                  |
| Strecke von links (außer Betrieb) · Abzweig geradeaus und ehemals von rechts |                      |                                   |                                   |
| Strecke (außer Betrieb) · Bahnhof | 6,7 0,0              | Dudelange-Usines                  | Dudelange-Usines                  |
| Betriebs-/Güterbahnhof Streckenende (Strecke außer Betrieb) · Strecke | 0,74                 | Ladestelle Reiteschkopp           | Ladestelle Reiteschkopp           |
| Grenze |                      | Staatsgrenze Luxemburg/Frankreich | Staatsgrenze Luxemburg/Frankreich |
| Haltepunkt / Haltestelle Streckenende |                      | Volmerange-les-Mines              | Volmerange-les-Mines              |

Die Bahnstrecke Bettembourg–Volmerange-les-Mines ist eine eingleisige elektrifizierte Stichbahn in Luxemburg und Frankreich.

## Geschichte
Als in den 1880er Jahren ein Hüttenwerk in Düdelingen (Dudelange) geplant wurde, benötigte es einen entsprechenden Eisenbahnanschluss. Zwar führte schon die 1859 eröffnete Bahnstrecke Metz–Luxemburg über das Gebiet von Düdelingen, der nächste Bahnhof war aber in Bettemburg (Bettembourg). In Betrieb genommen wurde die Bahnstrecke Bettemburg–Düdelingen am 20. Dezember 1883. Das Anschlussgleis von Düdelingen zur Ladestelle Reiteschkopp folgte 1884, seit 1888 ist dieses Gleis ein Teil der Bahnstrecke. Als 1886 das Hüttenwerk Düdelingen in Betrieb ging, erhöhte sich das Transportaufkommen gewaltig. Da alle Brennstofflieferungen und ein großer Teil des Erzes mit der Bahn angeliefert wurde, gehörte die Strecke zu den profitabelsten Bahnstrecken in Luxemburg.
1959/60 wurde die Strecke elektrifiziert, der elektrische Betrieb konnte am 9. Juli 1960 aufgenommen werden.
Als 1984 das Stahlwerk geschlossen wurde, verblieb nur ein Walzwerk in Düdelingen. Der Güterverkehr sank daher rapide, die kurze Strecke zur Ladestelle Reiteschkopp wurde im Anschluss daran 1988 stillgelegt.
In den 1990er Jahren entstanden neue Haltepunkte in Dudelange-Burange und Dudelange-Centre.
Die Verlängerung der Strecke bis ins benachbarte Volmerange-les-Mines (Wollmeringen) in Frankreich wurde 2001 beschlossen, die Fortsetzung wurde im Dezember 2003 eröffnet.
Als 2005 auch das verbliebene Walzwerk schloss, wurde der Güterverkehr daraufhin 2006 eingestellt, seitdem dient die Strecke nur noch dem Personenverkehr.